# Епос про Керета

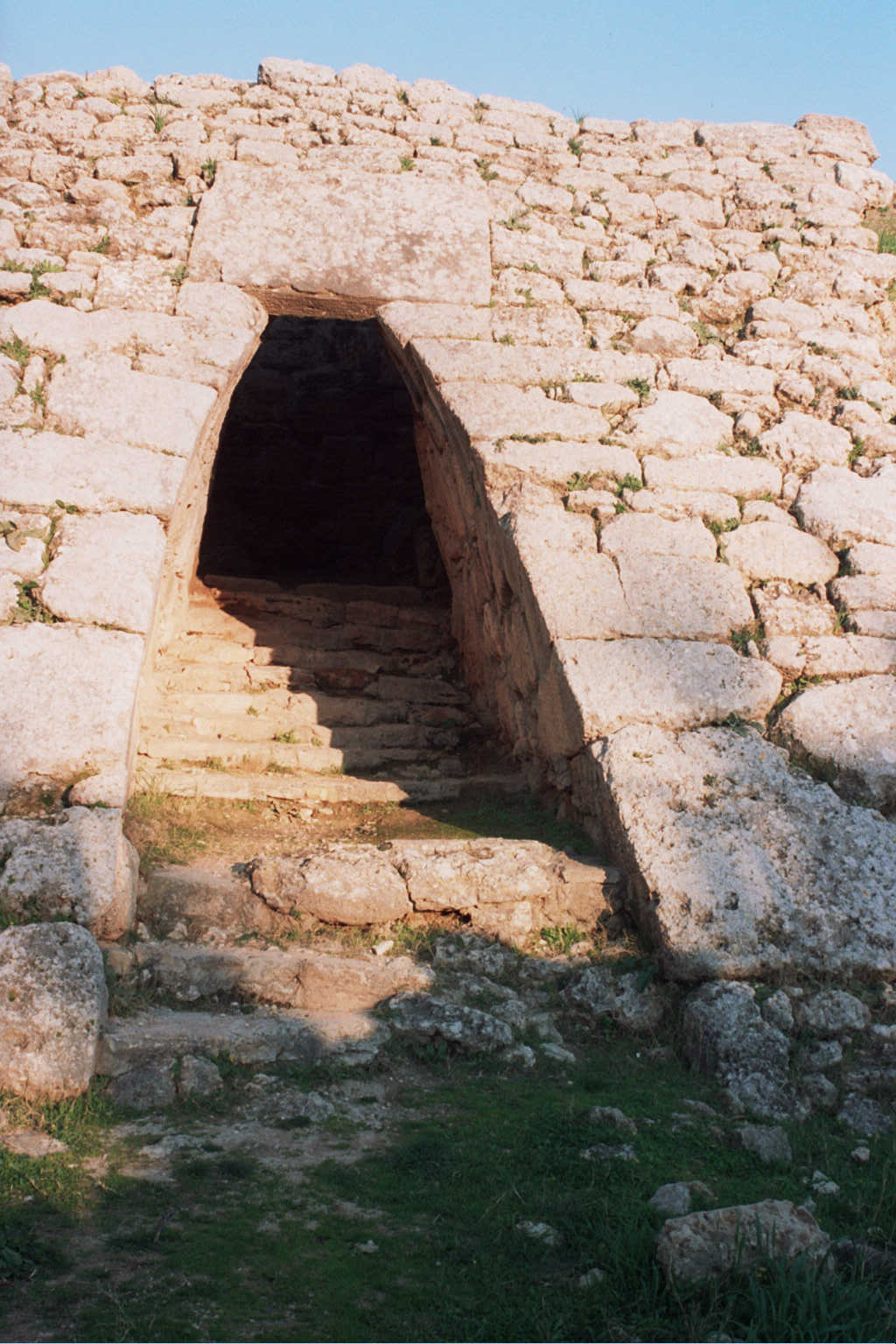
Вхід до царського палацу в Уґариті

«Епос про Керета» (Керет, Карат, Легенда про Керета; CAT 1.14-1.16 = COS 1.102) — це стародавня уґаритська епічна поема, що датується пізнім бронзовим віком (бл. 1500-1200 до Р.Х.) у якій розповідається історія про царя Керета із Хубура і про його боротьбу проти наступника престолу та за власне успішне царювання. Твір належить до уґаритської літератури і записаний уґаритською мовою клинописом на глиняних табличках.

## Назва
Ім’я головного героя транслітерується по-різному, оскільки в уґаритському клинописі відсутні голосні і стосовно правильної передачі цього імені одностайності немає. Найпоширеніші варіанти: Керет, Кірта, Карат. Самого Керета уґаритці вважали предком царської династії, що керувала Уґаритом у часи написання чи укладання тексту.
Твір різні дослідники називають: «Епос про Керета», «Епос про царя Керета», «Легенда про Керета», «Легенда про царя Керета» або просто «Керет».

## Сюжет
Оповідь розпочинається із трагічного зауваження, що нагадує історію про Йова. Керет у низці нещасть втратив усю свою родину — і дружину, і дітей. Він прибуває у свій палац у великому горі і йде у спальню, де плаче, доки, зрештою, не засинає. Уві сні йому являється Ел. Спершу він м’яко критикує Керета за його ставлення до незгод, що дещо нагадує відповідь Йову від Яхве:
Що сталося з Керетом, чому він плаче,
Чому добра людина, дитя Ела, ллє сльози?
Він прагне царювання, як у свого Батька Ела,

Чи влади, як у Отця Людства?
Далі Ел дає Керету інструкції як здобути прекрасну Хураю, доньку царя Удума (Удма), щоби та стала його дружиною. План досить таки прямолінійний — слід зібрати велетенську армію, обложити місто Удум, але не нападати на нього. Коли цар Удума, Пабул (Пебел), надішле повідомлення з пропозицією сплатити данину, Керет має відповісти, що він хоче тільки Хураю. Керет збирає армію й вирушає із нею на південь до Удума. Дорогою він зупиняється у храмі Асірат Тіру й Сідону. Він робить обітницю пожертвувати богині багато золота і срібла, яку здійснить, якщо його подорож буде успішною. Коли він прибуває в Удум, то все відбувається, як і говорив Ел. Хурая вирушає з Керетом додому і вони одружуються. Чи то на весілля, чи то на пізніший бенкет на честь весілля, боги теж приходять і святкують. Ел піднімає кубок і благословляє Керета і Хураю, обіцяючи їм народження двох синів і шістьох дочок. Упродовж наступних семи років усі обіцяні діти народжуються. Одначе Керет забув виконати свою обітницю Асірат і, розлючена, вона насилає на нього смертельну хворобу. Хурая кличе вельмож країни, щоби ті прийшли до ліжка Керета. Вони пропонують, щоби Керет призначив своїм наступником старшого сина Яссіба (Яцциба). Відповідь Керета на цю пропозицію не збереглася і Яссіб не з’являється у тих частинах сцени, які збереглися. Тож не зрозуміло, чи Керет відмовився надати підтримку своєму старшому сину. Його молодший син, Ілхау, перебуває у великому горі через хворобу батька й плаче біля його ліжка. Керет просить його привести Сітманіт, наймолодшу доньку й очевидно найулюбленішу дитину Керета, якій ще не говорили про хворобу царя. Її горе від звістки описано дуже зворушливо. Навіть земля сумує через Керета, бо під час його хвороби не йде дощ і посилюється посуха. Коли ситуація стає критичною, Ел вирішує втрутитися і захистити Керета. Для цього він створює з глини особливу істоту-цілителя на ім’я Шатікат (Шааткат), котра прибуває у палац Керета і виліковує його. Тепер Керет у змозі повернутися при повному здоров’ї на свій трон. Одначе Яссіб вирішує, що правити має він. Він приходить до батька, звинувачує його у невдачі з встановленням у царстві справедливості, наполягає, що цар недостатньо здоровий, аби правити, і вимагає, щоби той поступився і дав правити Яссібу. У відповідь Керет проклинає Яссіба.
На жаль, третя таблиця на цьому обривається, тож завершення історії невідоме. Найімовірніше, Яссіб зазнає поразки і гине, а Ілхау (або навіть Сітманіт) стає спадкоємцем Кірти після того, як той має довге й успішне правління.

## Образи і мотиви
Одруження Керета описується як украй важлива подія державного значення: у поході беруть участь всі, навіть ті, хто за своїм становищем чи станом здоров’я зазвичай лишався вдома. Тобто показується не суто особиста подія, а зовсім інше: одруження Керета має забезпечити для суспільства благополуччя, що можливо лише в тому випадку, якщо все буде добре у глави цього суспільства і, особливо, якщо в нього будуть нащадки.
Ще один важливий мотив епосу — клятва Керета, її недотримання, його подальша хвороба і одужання. Жертвопринесення, які здійснюють воїни царя, не діють, хвороба посилюється і цар опиняється при смерті. Для лікування необхідне втручання бога Ела, який виготовляє з глини Шатікат, котра перемагає і проганяє смерть. Цей момент може бути давнім праобразом середньовічної єврейської легенди про Ґолема. Ще тут цікавий момент, коли надається перевага молодшому сину перед старшим. На думку деяких дослідників молодший син являється до сестри з атрибутами влади. Хоча первородність існує, але молодший син отримує її в обхід старшого, що є паралеллю до біблійної оповіді про Якова та Ісава. Старший син у трагічній ситуації, коли батьку загрожує смерть, ніяк позитивно себе не проявляє, принаймні у фрагментах, що вціліли.
Третій цікавий мотив — зіткнення старшого сина з батьком. Тут звичайний і широко поширений епічний мотив опрацьований досить своєрідно, як спроба сина за підтримки та ініціативи наближених до батька придворних скинути Керета з престола. У цьому епізоді відображене поширене в уґаритському суспільстві (і загалом у давніх суспільствах) уявлення про роль царя. Характерно, що незадовільне виконання царем його обов’язків і невиправдане насильство могли стати достатньою причиною для його усунення та піднесення на престол нового володаря. Про те, що такого типу уявлення лишалися не тільки у сфері чистої теорії, а могли застосовуватися і на практиці, свідчить дещо пізніша історія ізраїльсько-юдейського царства, коли група племен відмовилася визнати царем сина Соломона Ровоама (Рехавеама) й обрала іншого царя.
Можливість усунення фізично слабкого і хворого царя теж є дуже цікавим мотивом, що є відлунням більш архаїчного суспільного устрою (де цар був військовим вождем племені чи групи племен). Аналогічне явище існувало у Єгипті (церемонія хебсед), Римі (regifugium) тощо. Однак в епосі про Керета показується вже подолання цієї традиції: по-перше, претендентом виступає син царя, тобто формується династичний принцип, і, по-друге, за підтримки богів перемагає слабкий на здоров’я Керет, а не його син. Можна припускати, що оповідь про бунт Яссіба мала за мету виправдати ситуацію з позбавленням старшого сина прав, які витікали з його первородства. В історії Уґариту та сусідніх фінікійських міст такі ситуації мали місце.

## Біблійні паралелі
Фінальний епізод має тематичні паралелі із біблійним повстанням Авесалома проти свого батька Давида у «Другій книзі Самуїловій» (15-18), а також в історії зарозумілого оголошення Адонії, що він отримає трон Давида у «Першій книзі царів» (1:5-10).
Стилістичний прийом опису плану походу, а потім майже дослівне повторення про здійснення цього походу, присутній ще у П’ятикнижжі, а також у шумерських та аккадських текстах.

### Дослідження
- Baruch, Margalit. The Legend of Keret // Wilfred G. E. Watson, and Nicolas Wyatt (editors). Handbook of Ugaritic Studies. Brill Academic Publishers. 1999. ISBN 978-90-04-10988-9.
- Parker, Simon B. The Pre-Biblical Narrative Traditions. Essays on the Ugaritic Poems Keret and Aqhat. — Atlanta : Scholar Press, 1989. — (SBL Resources for Biblical Study 24).
- Pitard, Wayne T. Canaanite Literature // From an Antique Land : An Introduction to Ancient Near Eastern Literature / edited by Carl S. Ehrlich. — Rowman & Littlefield Publishers, Inc., 2011. — P. 255-311.
- Pitard, Wayne T. Voices from the Dust: The Tablets from Ugarit and the Bible // Mesopotamia and the Bible: Comparative Explorations / ed. by Mark W. Chavalas and K. Lawson Younger. — Grand Rapids : Baker Academic, 2002. — P. 251-275.
- Wyatt, Nicholas. Religious Texts from Ugarit: The Words of Ilimilku and His Colleagues. — Sheffield : Sheffield Academic Press, 1998. — (The Biblical Seminar 53).
- Кузьменко, Д. Уґаритська література [Архівовано 7 квітня 2019 у Wayback Machine.] // Δημήτρός γραφεύς. — 6 січня 2019.
- Шифман, И.Ш. Угаритско-финикийская литература // История всемирной литературы в 9-ти томах. Том 1. — М. : Наука, 1983. — С. 130-137.

### Тексти
- Dietrich, Manfried; Loretz, Oswald; Sanmartín, Joaquin. The Cuneiform Alphabetic Texts from Ugarit, Ras Ibn Hani and Other Places / Die Keilalphabetischen Texte Aus Ugarit, Ras Ibn Hani Und Anderen Orten (CAT / KTU). — Münster : Ugarit-Verlag, 2013. — 3rd enlarged edition. — 782 p. — (Alter Orient Und Altes Testament).
- Pardee, Denis. Ritual and Cult in Ugarit. [Ugaritic texts and English translations] / ed. by Theodore J. Lewis. — Atlanta : Society of Biblical Literature, 2002. — 314 p. — (Writings from the ancient world ; no. 10).
- Smith, Mark S. The Ugaritic Baal Cycle. Volume 1: Introduction with Text, Translation and Commentary of KTU 1.1-1.2. — Leiden, New York : E.J. Brill, 1994.
- Smith, Mark S.; Pitard, Wayne T. The Ugaritic Baal Cycle. Volume 2: Introduction with Text, Translation and Commentary of CAT 1.3-1.4. — Leiden, New York : Brill, 2008.
- Ugaritic Narrative Poetry / Parker, Simon B., ed. — Society of Biblical Literature, 1997. — (Writings from the ancient world ; no. 9).
- Yon, Marguerite; Arnaud, Daniel. Études Ougaritiques I : Textes 1985-1995. Ras Shamra-Ougarit XIV. — Paris : Éditions Rechercher sur les Civilisations, 2001.
- Угаритский эпос [Из поэмы о Данеле и его сыне Ахате. Из цикла мифов о боге Баале, богине Анат и боге Моте. Из эпической повести о Керете] / Статья и переводы Вяч.Вс. Иванова // Восточный альманах. Вып. 8: Красные листья / Сост. М. Салганик. — М.: Художественная литература, 1980. — С. 568–584.
- Угаритский эпос [О Карату. Об Акхите и о рапаитах] / Пер. с угаритского, введ. и коммент. И. Ш. Шифмана. — М.: Наука; Издательская фирма "Восточная литература", 1993. — 339 с. — ISBN 5-02-017247-2.